# Scrophularia morisii
Scrophularia morisii är en flenörtsväxtart som beskrevs av F. Valsecchi. Scrophularia morisii ingår i släktet flenörter, och familjen flenörtsväxter. Inga underarter finns listade i Catalogue of Life.